# Zöldek és Gazdálkodók Szövetsége
A Zöldek és Gazdálkodók Szövetsége (lettül Zaļo un Zemnieku savienība, ZZS) egy agrár-konzervatív politikai szövetség Lettországban, melynek elnöke Edgars Tavars.
A koalíció elnökjelöltje, Raimonds Vējonis Lettország köztársasági elnöke volt 2015 és 2019 között.
A koalíció a Globális Zöldek nevű nemzetközi szervezet tagja.

## Választási eredmények
| Választás éve | Szavazatok száma | Szavazatok aránya | Mandátumok száma | Parlamenti státusz |
| ------------- | ---------------- | ----------------- | ---------------- | ------------------ |
| 2002          | 93 759           | 9,47%             | 12               | kormánypárt        |
| 2006          | 151 595          | 16,81%            | 18               | kormánypárt        |
| 2010          | 190 025          | 20,11%            | 22               | kormánypárt        |
| 2011          | 111 955          | 12,33%            | 13               | ellenzék           |
| 2014          | 176 922          | 19,66%            | 21               | kormánypárt        |
| 2018          | 83 675           | 9,97%             | 11               | ellenzék           |
| 2022          | 113 676          | 12,58%            | 16               | ellenzék           |

| Választás éve | Szavazatok száma | Szavazatok aránya | Mandátumok száma |
| ------------- | ---------------- | ----------------- | ---------------- |
| 2004          | 24 467           | 4,28%             | 0                |
| 2009          | 29 463           | 3,79%             | 0                |
| 2014          | 36 637           | 8,32%             | 1                |
| 2019          | 25 252           | 5,37%             | 0                |